# Osio Sotto
Osio Sotto ist eine italienische Gemeinde (comune) mit 12.702 Einwohnern (Stand 31. Dezember 2023) in der Provinz Bergamo, Region Lombardei.

## Geographie
Osio Sotto liegt elf km südwestlich der Provinzhauptstadt Bergamo und 40 km nordöstlich der Metropole Mailand.
Die Nachbargemeinden sind Boltiere, Brembate, Filago, Levate, Osio Sopra und Verdellino.

## Sehenswürdigkeiten
- Die Pfarrkirche San Zenone wurde im 12. Jahrhundert erbaut. Sie wurde in der Mitte des 18. Jahrhunderts neu errichtet.
- Die kleine Kirche dell’Addolorata stammt aus dem 19. Jahrhundert.
- Die Kirche San Donato wurde zwischen dem 14. und dem 15. Jahrhundert errichtet. Im 20. Jahrhundert wurde die Kirche zu ihrer heutigen Größe erweitert.
- Die Kirche San Giorgio stammt aus dem 14. Jahrhundert.

## Persönlichkeiten
- Marco Milesi (* 1970), Radrennfahrer
- Paolo Bianchessi (* 1981), Judoka
- Greta Cicolari (* 1982), Volleyball- und Beachvolleyballspielerin

Rathaus
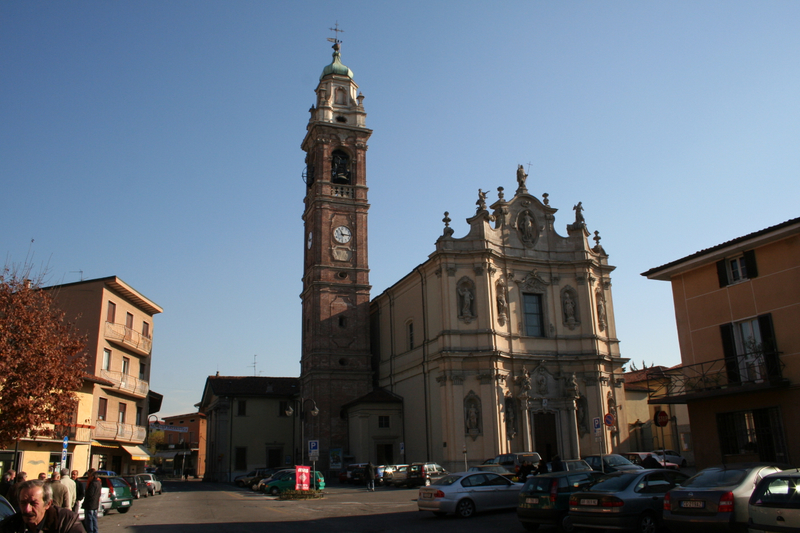
Pfarrkirche San Zenone
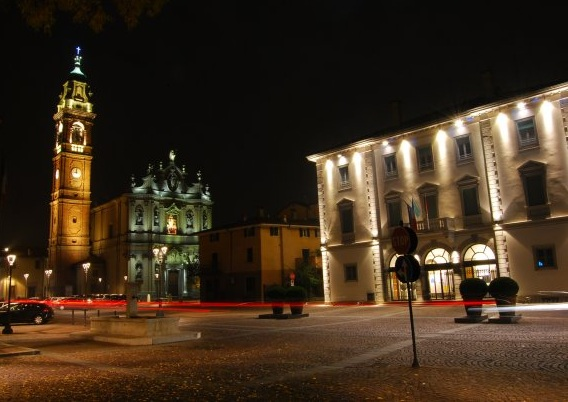
Piazza Giovanni XIII